# Doxocopa burmeisteri
Doxocopa burmeisteri är en fjärilsart som beskrevs av Frederick DuCane Godman och Osbert Salvin 1884. Doxocopa burmeisteri ingår i släktet Doxocopa och familjen praktfjärilar. Inga underarter finns listade i Catalogue of Life.